# Gali
Gali (georgisch გალი Gali; abchasisch Гал Gal; russisch Гали) ist eine Stadt in Abchasien.
Gali liegt etwa 77 km südöstlich der abchasischen Hauptstadt Sochumi an der Grenze zu Kerngeorgien. Gali ist der Hauptort des gleichnamigen Rajon Gali.
Das Stadtgebiet bildete im Mittelalter das Zentrum des abchasischen Fürstentums Samursakan. Die Stadt hat heute etwa 7.000 Einwohner, von denen ein großer Teil den Mingreliern angehört, einer subethnischen Gruppe der Georgier. Viele Mingrelier verließen Abchasien während des georgisch-abchasischen Konfliktes 1992–1993 und in den Jahren danach. Dennoch ist der Anteil der Abchasen an der Stadtbevölkerung immer noch relativ gering. Aus diesem Grund und wegen der Nähe zu den unter georgischer Kontrolle stehenden Gebieten gilt die Stadt innerhalb Abchasiens als unruhige, unsichere Gegend. Auch nach der offiziellen Beendigung der Kampfhandlungen, auch nach denen des Jahres 2008, fanden hier in den vergangenen Jahren vereinzelte Gefechte statt.
Die Stadt liegt an der Hauptstraßenverbindung Abchasiens, der E 97, die das Land in Nordwest-Südost-Richtung durchquert und Teil der georgischen Fernstraße S 1 Sochumi-Tiflis ist, die in Abchasien noch die alte sowjetische Bezeichnung M 27 trägt. Zugleich liegt sie an der Hauptstrecke der Abchasischen Eisenbahn. Die Gleise wurden jedoch während der Kampfhandlungen beschädigt oder später geplündert, so dass Gali keine Züge mehr erreichen, weder aus Richtung Georgien, noch aus Richtung Sochumi. Bis dorthin verkehren seit 2010 wieder regelmäßig Züge aus Russland. Gali ist allerdings über Buslinien und mit Minibussen an ein mehr oder weniger funktionierendes öffentliches Nahverkehrsnetz angeschlossen.
Im Jahr 2011 waren 96,8 % der Bevölkerung ethnische Georgier. Der Rest der Bevölkerung bestand aus Abchasen (1,7 %), Russen (1,0 %), Armeniern (0,1 %) und Ukrainern (0,1 %).
Von 1993 bis 2008 befand sich in Gali ein Stützpunkt der UNOMiG Beobachtermission mit Hauptquartier in Sochumi.

## Söhne und Töchter der Stadt
- Temur Kezbaia (* 1968), Fußballtrainer und ehemaliger Spieler
- Baadur Dschobawa (* 1983), Schachspieler
- Heorhij Santaraja (* 1987), ukrainischer Judoka
- Marika Pertachija (* 1992), russische Freestyle-Skierin
- Irakli Tscheschija (* 1992), russischer Fußballspieler abchasischer Herkunft